# Eat Just
Eat Just, Inc. ist ein US-amerikanisches Unternehmen mit Hauptsitz in San Francisco, Kalifornien. Es entwickelt und vermarktet pflanzliche Alternativen zu konventionell hergestellten Produkten, wie z. b. Eierersatz oder Fleischersatz. 

## Beschreibung
Eat Just wurde 2011 von Josh Tetrick und Josh Balk unter dem Namen Beyond Eggs gegründet und später in Hampton Creek Foods umbenannt. Das Unternehmen sammelte frühzeitig Risikokapital in Höhe von etwa 120 Millionen US-Dollar und wurde 2016 zu einem Start-up-Unicorn, mit einer Bewertung von über 1 Milliarde Euro. Es war an mehreren Streitigkeiten mit der Eierindustrie beteiligt, die öffentlich bekannt wurden. Im Dezember 2020 wurde in Singapur zum ersten Mal im Labor angebautes Fleisch in einem Land zugelassen. Hierbei handelte es sich um im Labor gezüchtetes Hühnerfleisch.